# سلوبودان نوفاك
سلوبودان نوفاك (بالكرواتية: Slobodan Novak)‏‏ (3 نوفمبر 1924 في سبليت - 25 يوليو 2016 في زغرب) روائي، وكاتب مقالات من كرواتيا.

## روابط خارجية
- سلوبودان نوفاك على موقع IMDb (الإنجليزية)
- سلوبودان نوفاك على موقع قاعدة بيانات الفيلم (الإنجليزية)